# Monopulsverfahren
Das Monopulsverfahren ist in der Radartechnik ein Winkelmessverfahren. Mit einer Monopuls-Antenne werden aus einem ausgesendeten Messimpuls des Impulsradargerätes mehrere Empfangssignale gebildet, welche die Position des erfassten Objektes innerhalb des Antennendiagramms der Monopulsantenne bestimmen lassen. Durch das Monopulsverfahren wird durch den Vergleich der Amplitude des Echosignals in den verschiedenen Kanälen ein Winkel berechnet, der als englisch Off Boresight Angle (OBA) bezeichnet wird.
Monopulsantennen sind Antennengruppen, deren Einzelantennen nicht nur summenbildend zusammengeschaltet werden. Für verschiedenste Zwecke können unterschiedliche Summen und Differenzen gebildet werden. Deshalb kann durch Amplitudenvergleich des Summenkanals und der verschiedenen Differenzkanäle eine Lokalisierung des reflektierenden Objektes innerhalb des Radarbeams erfolgen. Durch eine gegenphasige Kopplung der linken zu den rechten Antennengruppen wird ein Differenzkanal (ΔAz) (sprich: „Delta Azimut“) gebildet. Der Azimut wird nun dadurch bestimmt, dass in diesem Winkel bei einem Maximum des Summenkanals der Differenzkanal (ΔAz) ein Minimum haben muss.
Befindet sich ein erfasstes Objekt genau im Maximum des Summenkanals, dann hat der Differenzkanal kein Signal. Befindet sich ein erfasstes Objekt neben diesem Maximum des Summenkanals, dann hat auch der Differenzkanal ein Signal mit entweder negativem Vorzeichen (also hier in der Grafik oberhalb des Maximums ⇒ Beim Radar mehr links vom Winkel) oder positivem Vorzeichen (also unterhalb des Maximums ⇒ mehr rechts vom Winkel). Die Größe dieses Differenzsignals ist das Maß für die Abweichung vom Maximum des Summenkanals: dem Off-Boresight Angle. Zur Bestimmung der exakten Richtung wird dieser Off-Boresight Angle zum Boresight Angle (Richtung der Antennenmittelachse) addiert.

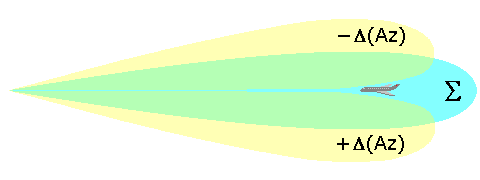
Ausleuchtzonen der Differenz- und Summenkanäle

Bei 2D-Radargeräten genügt eine Unterteilung der Antennengruppe in eine linke und eine rechte Hälfte. Bei 3D-Radargeräten werden die beiden Antennenhälften wiederum in je eine obere und eine untere Hälfte geteilt. Für das Summensignal werden alle vier Viertel gleichphasig zusammengeschaltet. (In diesem Phasenbezug wird auch gesendet.) Das Monopulsverfahren eines 3D-Radargerätes benötigt mindestens drei unabhängige Empfangskanäle:
- Summenkanal
- Differenzkanal (ΔAz)
- Differenzkanal (ΔEl)

Der Differenzkanal (ΔAz) wird aus der Differenz der linken und der rechten Summe der oberen und unteren Viertel gebildet.
Der zweite Differenzkanal (ΔEl) heißt „Delta Elevation“. Hier wird die Differenz der oberen und unteren Summe der linken und der rechten Viertel gebildet. Da der Summenkanal (Σ) und die Differenzkanäle aus nur einem Echoimpuls gebildet werden können, genügt ein Impuls zur genauen Berechnung der Koordinaten. Deshalb wird das gesamte System Monopulsverfahren genannt und diese Antennengruppierung heißt Monopulsantenne.
Meist wird in 3D-Radargeräten noch ein vierter Empfangskanal, der
- Auxiliary Channel Ω

genutzt. Dieser ist nicht an das Monopulsverfahren gebunden. Dieser Kanal zur Kompensation von Nebenkeulen hat praktisch immer seine eigene kleine Antenne, die mit ihrem gewollt breiten Antennendiagramm zur Nebenkeulenunterdrückung und zur Erkennung von aktiven Störungen dient.